# Посольство Монголии в России

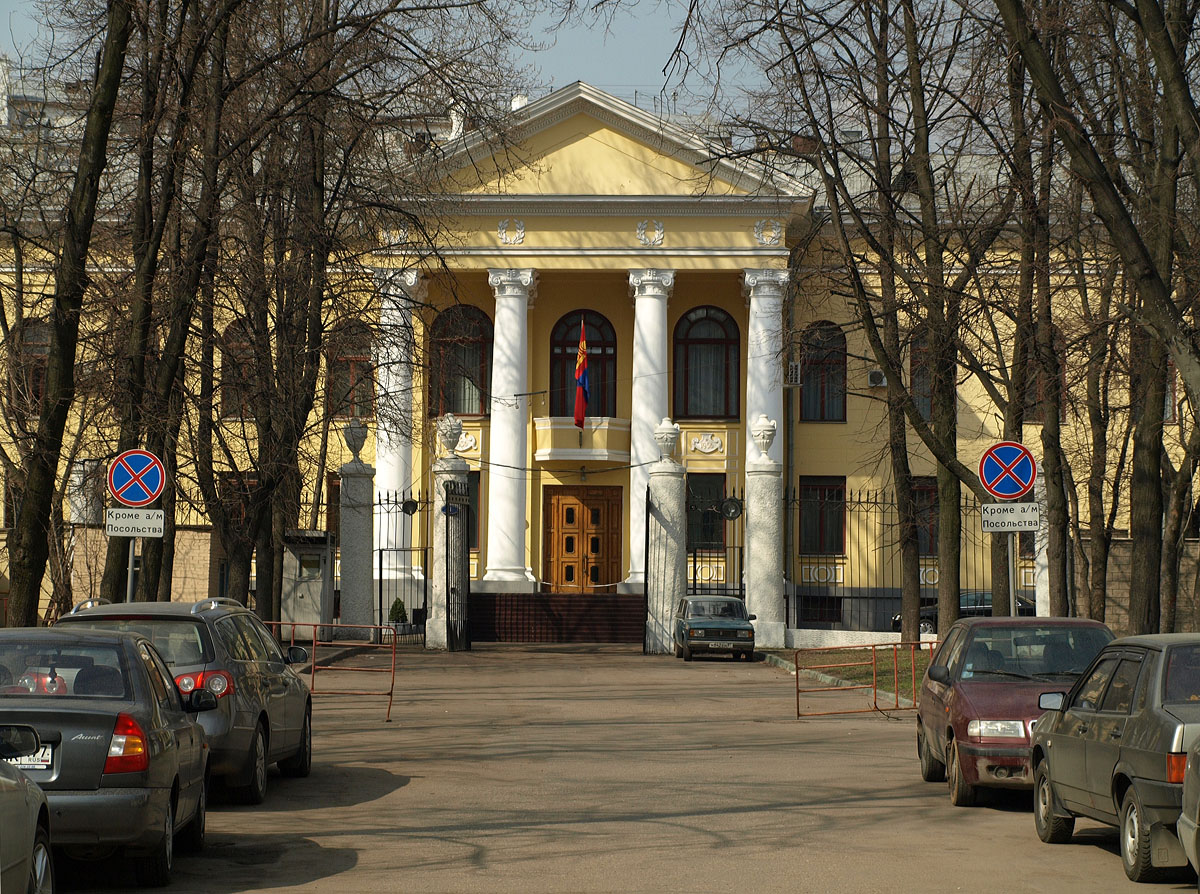
Здание посольства Монголии в Москве (Борисоглебский переулок, 11).

Посольство Монголии в Российской Федерации расположено в Москве на Арбате в Борисоглебском переулке. Дипломатические отношения между Россией и Монголией были установлены в 1921 году.
- Адрес посольства: Москва, 115127, Борисоглебский переулок, д. 11 (метро «Арбатская»).
- Консульский отдел: Москва, 115127, Спасопесковский переулок, д.7/1.
- Чрезвычайный и полномочный посол Монголии в Российской Федерации с 2021 года — господин Улзийсайханы Энхтувшин.
- Индекс автомобильных дипломатических номеров Посольства в России— 089.

## Послы Монголии в СССР и России

### РСФСР
| Посол             | Срок полномочий | Примечания |
| ----------------- | --------------- | ---------- |
| Жамсрангийн Даваа | 1922 — 1924     |            |

### СССР
| Посол                 | Срок полномочий | Примечания |
| --------------------- | --------------- | ---------- |
| Ажвайн Данзан         | 1924 — 1925     |            |
| Ганжуурын Гурсэд      | 1925            |            |
| Бурдийн Буянчуулган   | 1925 — 1929     |            |
| Дуламжавын Гомбожав   | 1929 — 1930     |            |
| Д. Цэенрэгзжн         | 1930 — 1931     |            |
| Гончигний Самбуу      | 1931 — 1934     |            |
| Лхамхуугийн Дарьзав   | 1934 — 1936     |            |
| Жамьяангийн Дэндэв    | 1934 — 1936     |            |
| Жамсрангийн Самбуу    | 1937 — 1946     |            |
| Нудэнхуугийн Ядамжав  | 1946 — 1953     |            |
| Дашийн Адилбиш        | 1953 — 1956     |            |
| Санжийн Батаа         | 1956 — 1959     |            |
| Бат-Очирын Жамбалдорж | 1959 — 1960     |            |
| Сономын Лувсан        | 1960 — 1964     |            |
| Нямын Лувсанчултэм    | 1964 — 1973     |            |
| Хаянгийн Банзрагч     | 1973 — 1979     |            |
| Дахын Готов           | 1979 — 1984     |            |
| Цэрэнгийн Гурбадам    | 1984 — 1990     |            |
| Нямын Мишигдорж       | 1990 — 1994     |            |

### Российская Федерация
| Посол                  | Срок полномочий | Примечания |
| ---------------------- | --------------- | --- |
| Нямын Мишигдорж        | 1990 — 1994     | |
| Надмидын Бавуу         | 1994 — 1996     | |
| Цэрэндашийн Цолмон     | 1996 — 2000     | |
| Санжийн Баяр           | 2001 — 2005     | Родился 4 марта 1956 года, был 22-м премьер-министром Монголии и генеральным секретарём МНП.                                                              |
| Лувсандандарын Хангай  | 2006 — 2008     | Лувсандандарын Хангай родился в 1956 году в Улан-Баторе, личный представитель президента Монголии по взаимодействию с Россией.                            |
| Долоонжингийн Идэвхтэн | 2009 — 2013     | Родился в аймаке Умнеговь в 1953 году, бывший заместитель председателя парламента Монголии, экс-заместитель министра окружающей среды и туризма Монголии. |
| Шухэрийн Алтангэрэл    | 2013 — 2015     | Шухэрийн Алтангэрэл родился 5 января 1951 в Москве, министр иностранных дел Монголии в 1996-1998 годах.                                                   |
| Банзрагч Дэлгэрмаа     | 2015 — 2019     | |
| Дуламсурэнгийн Даваа   | 2019 — 2021     | |
| Улзийсайханы Энхтувшин | 2021 — н.в.     | |